# امپراتور کانمو
امپراتور کانمو (به ژاپنی: 桓武天皇 Kanmu-tennō)؛(زاده ۷۳۷ (میلادی) درگذشته ۵ فوریهٔ ۸۰۶) پنجاهمین امپراتور ژاپن بود.